# Nepalomyia nigra
Nepalomyia nigra är en tvåvingeart som beskrevs av Yang, Saigusa och Kazuhiro Masunaga 2003. Nepalomyia nigra ingår i släktet Nepalomyia och familjen styltflugor.
Artens utbredningsområde är Nepal. Inga underarter finns listade i Catalogue of Life.